# Presidente de la Unión Soviética
El presidente de la Unión Soviética (del ruso: Президент Советского Союза) (Prezident Soviétskogo Soyúza), oficialmente llamado presidente de la URSS (en ruso: Президент СССР (Prezident SSSR)) fue el jefe de Estado y de Gobierno de la Unión Soviética desde el 15 de marzo de 1990 hasta el 25 de diciembre de 1991. Mijaíl Gorbachov fue la única persona que lo ocupó; también fue secretario general del Partido Comunista de la Unión Soviética entre marzo de 1985 y agosto de 1991. Derivando una proporción cada vez mayor de su poder como presidente hasta que finalmente renunció como secretario general después del intento de golpe de Estado en 1991.
Desde la década de 1970, la mayoría de los poderes políticos ejecutivos estaban en manos del secretario general del PCUS, mientras que el presidente del Presidium del Sóviet Supremo de la Unión Soviética, que oficialmente era el jefe de Estado de la URSS, ejercía una parte considerable de los deberes de forma simbólica y decorativa. A partir de Leonid Brézhnev, en 1977, los últimos cuatro secretarios generales se desempeñaron simultáneamente como presidentes del Presidium del Sóviet Supremo o presidentes del Sóviet Supremo (entre 1988 y 1990). 
Gorbachov no fue elegido por voto directo y popular, sino por el Congreso de los Diputados del Pueblo de la Unión Soviética en unos comicios en que fue el único candidato. Vadim Bakatin, entonces ministro del Interior, y Nikolái Ryzhkov, primer ministro, fueron nominados, pero renunciaron a sus candidaturas. 
El vicepresidente fue Guennadi Yanáyev, quien ocupó brevemente la presidencia de facto, en reemplazo de Gorbachov, durante el intento de golpe de Estado en la Unión Soviética de agosto de 1991, como líder del Comité Estatal del Estado de Emergencia.

## Historia

### Antes de la Perestroika
La idea de introducir la institución de un jefe de Estado único (en lugar del principio colegiado de liderazgo) apareció por primera vez durante la preparación del proyecto de Constitución Soviética de 1936. Sin embargo, a sugerencia del Secretario General del Partido Comunista, Iósif Stalin, con quien podía competir el jefe de Estado oficial, esta idea fue rechazada. Él mismo justificó formalmente el motivo de esta decisión de la siguiente manera:
"De acuerdo con el sistema de nuestra Constitución en la Unión Soviética, no debe haber un solo presidente, elegido por toda la población, en pie de igualdad con el Sóviet Supremo, y capaz de oponerse al Sóviet Supremo. El presidente colegiado en la URSS es el Presídium del Sóviet Supremo, incluido el presidente del Presídium, que no es elegido por toda la población, sino por el Sóviet Supremo y es responsable ante el Sóviet Supremo. La experiencia de la historia muestra que tal estructura de los órganos supremos es la más democrática, garantizando al país de accidentes no deseados."
En el futuro, el tema de la introducción del cargo de presidente de la Unión Soviética se discutió durante el desarrollo del proyecto de Constitución de Nikita Jruschov de la URSS a principios y mediados de la década de 1960 y la Constitución de 1977. Sin embargo, al final, todas las veces se tomó una decisión a favor del Presídium colegiado del Sóviet Supremo como máxima autoridad del país.

### Durante la Perestroika
Por primera vez, la idea de introducir el cargo de presidente de la Unión Soviética fue expresada en una nota de Aleksandr Yákovlev "El imperativo del desarrollo político", dirigida a Gorbachov en diciembre de 1985.

A nivel oficial, la cuestión de la introducción del cargo de presidente de la URSS se planteó por primera vez en la XIX Conferencia del PCUS en el verano de 1988. Hablando a los delegados de la conferencia, Mijaíl Gorbachov señaló en su informe:
"La discusión reveló otro tema que se discutió activamente: la relación entre los cargos más altos del partido y del estado, su lugar en la estructura del poder supremo. En este sentido, algunos consideran correcto volver a la práctica que existía bajo Vladímir Lenin, cuando el líder del partido era al mismo tiempo el jefe de gobierno. Otros hablan de la inconveniencia general de combinar los cargos del partido y del estado. Otros más están a favor de establecer el cargo de presidente de la URSS. Los cuartos apuntan a la incongruencia del concepto de estado de derecho con tal situación cuando el Secretario General del Comité Central del PCUS desempeña en realidad el papel de máximo representante del país. Se expresan muchos otros juicios." 
En la misma 19.ª conferencia del partido, Gorbachov se pronunció de manera muy negativa sobre la forma de gobierno presidencial: “Nos parece que la forma de gobierno presidencial en las condiciones de nuestro estado multinacional es inaceptable y no totalmente democrática, ya que se concentra demasiado poder en las manos de una persona.” Más tarde, también dijo: “... No me impresiona la práctica de las elecciones presidenciales, y la misma palabra “presidente” es un poco inconsistente con mis convicciones”.
Según el propio Gorbachov, la decisión de establecer el cargo de presidente de la Unión Soviética "estaba hecha en el otoño de 1989, pero se discutió durante bastante tiempo en el círculo interno...". 
El 12 de febrero de 1990, en el Kremlin, bajo la presidencia de Gorbachov, se llevó a cabo una reunión del Presídium del Sóviet Supremo de la URSS, cuyos miembros se pronunciaron unánimemente a favor de establecer un poder presidencial democrático. El 11 de marzo, se abrió un Pleno extraordinario del Comité Central del PCUS, que no solo aprobó el establecimiento del cargo de Presidente de la URSS, sino que también recomendó la candidatura de Gorbachov para este cargo. Como resultado, en marzo de 1990, en el III Congreso Extraordinario de Diputados del Pueblo de la URSS, se estableció el cargo de Presidente de la URSS.
De acuerdo con la Constitución de la URSS, el presidente debía ser elegido por los ciudadanos de la URSS mediante sufragio directo y secreto, por un período de 5 años. Como excepción, las primeras elecciones del Presidente de la URSS fueron realizadas por el Congreso de los Diputados del Pueblo de la Unión Soviética. Gorbachov, así como Nikolái Ryzhkov y Vadim Bakatin, quienes retiraron sus candidaturas, fueron nominados como candidatos. No se celebraron elecciones nacionales del presidente de la URSS.
El 14 de marzo de 1990, el congreso eligió a Mijaíl Gorbachov como Presidente de la Unión Soviética. El mismo día, prestó juramento en este cargo y pronunció un discurso de apertura en una reunión del III Congreso Extraordinario de Diputados del Pueblo de la URSS en el Palacio de Congresos del Kremlin. Más tarde, se estableció el cargo de vicepresidente de la URSS, para el cual Guennadi Yanáyev fue elegido por el IV Congreso de Diputados del Pueblo de la URSS.
Durante el intento de golpe de Estado en la Unión Soviética del 19 al 21 de agosto de 1991, el vicepresidente y, al mismo tiempo, el jefe del Comité Estatal para el Estado de Emergencia (GKChP), Yanáyev, asumió las funciones del presidente de la URSS, citando la incapacidad de Gorbachov para dirigir el país por motivos de salud; se sabe que el 14 de agosto Gorbachov tuvo un ataque de ciática.
El 21 de agosto, el Presídium del Sóviet Supremo de la Unión Soviética, presidido por los jefes de las cámaras del parlamento de la unión, adoptó una resolución en la que declaraba ilegal la destitución efectiva del Presidente de la URSS de sus funciones y trasladándolas al Vicepresidente del país. Al día siguiente, Gorbachov, que regresaba de Foros a Moscú, declaró un golpe de Estado las acciones de su adjunto y otros miembros del GKChP. Esta decisión fue confirmada por el parlamento de la Unión y luego por la máxima autoridad del país: el Congreso de Diputados del Pueblo de la URSS. El 22 de agosto, Guennadi Yanáyev fue arrestado acusado de conspirar para tomar el poder. El 4 de septiembre, el V Congreso de Diputados del Pueblo de la URSS ex post facto lo relevó de su cargo, aunque la Constitución de la URSS no contenía una norma sobre la destitución del vicepresidente.
Después del fracaso del golpe de Estado, la derrota del Comité Estatal de Emergencia y la victoria del liderazgo encabezado por el presidente de la RSFS de Rusia, Borís Yeltsin, a fines de agosto y principios de septiembre de 1991, Gorbachov perdió casi todas las palancas del poder ejecutivo, así como el control sobre la economía, la radio y la televisión, y las demás comunicaciones gubernamentales. El poder real pasó a Yeltsin y al Sóviet Supremo de la RSFS de Rusia, así como a los presidentes y parlamentos de otras repúblicas de la Unión.

## Presidentes de la Unión Soviética
| Presidente | Presidente | Presidente                              | Inicio               | Fin                     | Partido           |
| ---------- | ---------- | --------------------------------------- | -------------------- | ----------------------- | ----------------- |
|            |            | Mijaíl Gorbachov (1931–2022)            | 15 de marzo de 1990  | 25 de diciembre de 1991 | Partido Comunista |
|            |            | Guennadi Yanáyev (de facto) (1937–2010) | 19 de agosto de 1991 | 21 de agosto de 1991    | Partido Comunista |